# 尤金·博赫
尤金·博赫（Eugène Boch）是一位比利時畫家，出生於埃諾省拉盧維耶爾聖瓦斯特。他是「二十世紀法國畫派」（Les XX）唯一女性成員安娜·博赫（Anna Boch）的弟弟。

## 生平
尤金·博赫是博赫家族的第五代，該家族是一個富裕的瓷器和陶瓷製造商家族，至今仍在德國Villeroy & Boch旗下活躍。1879年，他進入巴黎萊昂·博納的私人工作室學習。1882年，博納關閉了自己的工作室，尤金·博赫則在費爾南·科爾蒙的工作室繼續深造。1882年、1883年和1885年，他的一些作品被沙龍收藏。
1888年，道奇·麥克奈特 (Dodge MacKnight) 將尤金·博赫介紹給文森特·梵高。
1888年，梵谷創作了博赫的肖像畫《詩人》，梵谷將這幅畫和米利特一起掛在自己的臥室裡。《詩人》這幅畫現在藏於巴黎奧塞美術館。在寫給弟弟提奧的信中，梵谷描述了他對這幅肖像畫的技法和願景。